# Somnambulizm
Somnambulizm, sennowłóctwo (potocznie lunatyzm) – zaburzenie snu.

## Obraz kliniczny
Epizody somnambulizmu pojawiają się w trakcie snu wolnofalowego, najczęściej w pierwszej połowie nocy, szczególnie godzinę-dwie po zaśnięciu. Dotknięty nimi człowiek nie odzyskuje świadomości, ale rozwija aktywność ruchową o charakterze automatycznym, jednak mniej stereotypowym, niż w padaczce, często złożonym. Ma otwarte oczy, zachowuje pewien powierzchowny kontakt. Niekiedy zaburzenie to ogranicza się do siadania na łóżku, zazwyczaj obejmuje zwyczajne czynności, które pacjent wykonuje podczas swej zwykłej aktywności, jak ubieranie się czy przygotowywanie posiłków. Zdarzają się jednak poważniejsze przypadki, z prowadzeniem samochodu włącznie, niekiedy pojawiają się również zachowania agresywne. Pozbawienie innego człowieka życia podczas epizodu somnambulizmu należy jednak do kazuistyki.

## Diagnostyka
Badanie polisomnograficzne pacjenta cierpiącego na somnambulizm wykazuje większą liczbę wybudzeń, najczęściej w trakcie snu wolnofalowego, a ponadto wzbudzenia z synchronicznymi falami δ (częstotliwość 1-3 Hz), trwające od 10 do 30 s, spłycenie do stadium 1 bądź też uogólnioną czynność fal α, opisywaną jako niereaktywną i wolniejszą niż w stanie czuwania.
Somnambulizm różnicuje się z padaczką – aktywność ruchowa w czasie napadu epileptycznego jest mniej złożona, a bardziej stereotypowa.

## Klasyfikacja
Somnambulizm zalicza się do parasomnii.
Klasyfikacja ICD-10 umieszcza somnambulizm w rozdziale V, obejmującym zaburzenia psychiczne i zaburzenia zachowania, oznaczanym literą F. W tym rozdziale zaburzenie to zostało umieszczone wśród zespołów behawioralnych związanych z zaburzeniami fizjologicznymi i czynnikami fizycznymi (F50-F59), obejmujących m.in. zaburzenia odżywania się i snu. Wśród nich somnambulizmu szukać należy pomiędzy nieorganicznymi zaburzeniami snu, kodowanymi jako F51. Zaliczają się doń bezsenność nieorganiczna (F51.0), nieorganiczna hipersomnia (F51.1), nieorganiczne zaburzenia rytmu snu i czuwania (F51.2), somnambulizm (F51.3, klasyfikacja podaje też nazwę sennowłóctwo), lęki nocne (F51.4) i koszmary nocne (F51.5), a ponadto zaburzenia nieorganiczne snu inne i nieokreślone.
ICD-10 proponuje następujące kryteria diagnostyczne somnambulizmu:

A. Dominującym objawem są powtarzające się epizody wstawania z łóżka, zwykle podczas z pierwszej z trzech części snu nocnego, i chodzenie w pobliżu zwykle przez kilka minut do pół godziny.
B. Podczas epizodu osoba ma pusty, zastygły wyraz twarzy, przejawia względny brak reakcji wobec prób wywarcia wpływu na dalszy przebieg wydarzenia lub porozumienia się z nią ze strony innych osób i może zostać obudzona tylko ze znacznym trudem.
C. Po obudzeniu (zarówno w trakcie epizodu, jak i następnego ranka) epizod pokryty jest niepamięcią.
D. W ciągu kilku minut następujących po wybudzeniu z epizodu aktywność psychiczna i zachowanie nie są zaburzone, choć początkowo może wystąpić krótki okres pewnego splątania i dezorientacji.
E. Brak potwierdzonego organicznego zaburzenia psychicznego, jak otępienie, a także zaburzenia organicznego, jak padaczka.

Klasyfikacja DSM-IV TR zaliczała somnambulizm do pierwotnych zaburzeń snu, które dzieliła na dyssomnie i parasomnie. Somnambulizm wymieniała wśród parasomnii wraz z koszmarami nocnymi, lękami nocnymi i innymi parasomniami.

## Etiologia
Przyczyn somnambulizmu w przeszłości doszukiwano się w psychopatologii. Obecnie niekiedy traktuje się go u dorosłych jako reakcję na stres. Zaostrzenia odnotowuje się w czasie wytężonej nauki, pracy, po urodzeniu dziecka. Wszystkie te sytuacje wiążą się z niedoborem snu. Swoją rolę odgrywają też choroby przebiegające ze zwiększoną liczbą wzbudzeń w czasie snu. Wzbudzenia takie mogą występować w czasie snu głębokiego i w takim razie mogą nie prowadzić do całkowitego obudzenia się pacjenta z odzyskaniem świadomości, ale do epizodów częściowego snu, a więc do somnambulizmu.
Somnambulizm występuje rodzinnie w 50-80% przypadków. Opisano również pewne zależności genetyczne. Skłonność do somnambulizmu częściej występuje u osób posiadających allel DQB1*05 (zob. główny układ zgodności tkankowej).

## Epidemiologia
Somnambulizm należy do parasomnii typowych dla dzieci i często obserwowany jest u nich. Najczęstszy jest u dzieci w wieku od 4 do 10 lat, aż 30% z nich ma w swoim życiu przynajmniej 1 epizod. Epizody powtarzają się u 5-15% dzieci. Natomiast u 3-4% epizody takie występują często. U osób dorosłych zaburzenie to odnotowuje się u około 3% bądź 1-4% populacji. Somnambulizm z wiekiem występuje coraz rzadziej. Jeśli weźmie się pod uwagę ludzi w 6 dekadzie życia, to somnambulizm wykryje się u nich bardzo rzadko. Przyczynę tego stanowi zmniejszanie się z wiekiem głębokości snu – sen głęboki występuje w największej ilości u dzieci.

## Leczenie
W postępowaniu z somnambulizmem ważną rolę odgrywa zabezpieczenie pacjenta przed urazami, których może doznać podczas epizodu. Należy zamknąć na noc okna i zasłonić je np. ciężkimi kotarami, by śpiący pacjent nie mógł ich odsunąć. Zabezpieczyć powinno się również drzwi. Na podłodze nie mogą znajdować się przedmioty, przez które pacjent mógłby przewrócić się czy też doznać innego urazu.
Konieczne jest uspokojenie pacjenta, a niekiedy i jego rodziny. Wdraża się też oddziaływania behawioralne. Należy zmniejszyć głębokość snu: pacjent powinien dłużej sypiać, za dnia powinien odbyć drzemkę.
Leki stosuje się rzadko, przy bardzo często pojawiających się epizodach i notorycznych wędrówkach na zewnątrz sypialni. Farmakoterapia tego zaburzenia polegać może na podaży leków nasennych z grupy benzodiazepin, aby wytłumić zarówno sen wolnofalowy, jak również wzbudzenia wegetatywne. Stosuje się w takim przypadku klonazepam w niskiej dawce od 0,5 do 1 mg. Można też podjąć próbę zastosowania leków przeciwdepresyjnych. Skutecznie leczono somnambulizm sertraliną i paroksetyną. Leki te dobrze działają przy współistnieniu zespołu nocnego jedzenia. Jeśli objawy nie występują stale, farmakoterapia nie musi być prowadzona w sposób ciągły.